# Helbedündorf
Helbedündorf è un comune di 2 158 abitanti della Turingia, in Germania.
Appartiene al circondario del Kyffhäuser (targa KYF) ed è indipendente dalle comunità amministrative (Verwaltungsgemeinschaft).